# Combuyo
Combuyo ist eine Ortschaft im Departamento Cochabamba im südamerikanischen Anden-Staat Bolivien.

## Lage im Nahraum
Combuyo ist größter Ort des Kanton Anocaraire im Municipio Vinto in der Provinz Quillacollo. Combuyo liegt auf einer Höhe von 2704 m am linken, östlichen Ufer des Río Llave, der bei Vinto in den Río Rocha mündet.

## Klima
Das Klima in der Hochebene von Cochabamba ist ein subtropisches Höhenklima, das im Jahresverlauf mehr durch Niederschlagsschwankungen als durch Temperaturunterschiede geprägt ist (siehe Klimadiagramm Cochabamba).
Der Jahresniederschlag liegt bei 500 mm und weist eine deutliche Trockenzeit von April bis Oktober auf. Die Jahresdurchschnittstemperatur liegt bei 18 °C, die Monatsdurchschnittswerte schwanken zwischen 15 und 20 °C, die Tageshöchstwerte erreichen zu allen Jahreszeiten 25 bis 30 °C.

## Verkehrsnetz
Von Cochabamba, der Hauptstadt des Departamentos, führt die asphaltierte Nationalstraße Ruta 4 in westlicher Richtung dreizehn Kilometer bis Quillacollo und weitere vier Kilometer bis Vinto und weiter in westlicher Richtung bis Tambo Quemado nahe der chilenischen Grenze. Von Vinto aus führt eine Landstraße nach Norden in Richtung Pairumani, von der nach zwei Kilometern eine Landstraße in nordwestlicher Richtung abzweigt und das Zentrum der Ortschaft Combuyo nach weiteren drei Kilometern erreicht.

## Bevölkerung
Die Einwohnerzahl der Ortschaft ist allein im vergangenen Jahrzehnt um ein Drittel angestiegen:
| Jahr | Einwohner         | Quelle       |
| ---- | ----------------- | ------------ |
| 1992 | keine Detaildaten | Volkszählung |
| 2001 | 887               | Volkszählung |
| 2012 | 1199              | Volkszählung |
| 2024 |                   | Volkszählung |